# Urolagnia
La urolagnia o urofilia es un tipo de fetichismo sexual o parafilia enfocada en la orina y la micción. El nombre coloquial de esta práctica es lluvia dorada.
Un tipo de urolagnia es la también llamada undinismo, una parafilia en la que la persona que toma el rol pasivo recibe la orina directamente de la otra persona. Esta acción puede limitarse a derramar la orina sobre el rostro o cuerpo de la persona pasiva o incluir su bebida por parte esta última (urofagia). Esta práctica tiene su aceptación en parte del colectivo BDSM, generalmente a través de la práctica de "toilet woman" o "toilet man" que consiste en hacerlo directamente sobre la boca de la persona pasiva. Para algunos, forma igualmente parte de la llamada urofilia. Hay personas que obtienen placer sexual al orinar en público, orinarse encima, observar o escuchar cómo orinan otros, ver a alguien o encontrarse en una situación de desesperación por orinar, ser orinados por otras personas, mojar prendas de vestir con la orina u orinarse en secreto frente a otras personas.

## Consideraciones biológicas
Salvo el mayor o menor grado de aversión cultural al tema, por cuanto hay tabúes de diverso orden respecto a las secreciones corporales, en términos estrictamente biológicos la práctica de urolagnia no reviste riesgos mayores a la salud, en comparación con la coprofagia. Sin embargo, debe tenerse en cuenta la posibilidad real de trasmisión de enfermedades o infecciones bacterianas de la uretra, como así también de la reacción alérgica a los componentes químicos de la micción. En cuanto a la ingesta, pequeñas cantidades no revisten riesgo y los principales peligro son la concentración de cloruro de sodio (sal) y el contenido mineral cuando se ingiere en altas cantidades (riesgos similares a los que implica beber el agua de mar). También otros compuestos, como los edulcorantes artificiales pasan a la composición de la orina y pueden "dulcificar" el fluido.

## Aspectos culturales
El origen y nombre de esta práctica sexual parte de la mitología griega cuando Zeus, para seducir a Dánae, que estaba encerrada en una jaula inaccesible, se transformó en lluvia dorada y la dejó embarazada. Fruto del acto sexual, nació Perseo.
Havelock Ellis (1859-1939), sexólogo británico considerado el pionero en describir esta parafilia, confesó que padeció disfunción eréctil hasta avanzada edad, hasta el momento en que se sintió excitado por la visión de una mujer orinando.
Annie Sprinkle, actriz pornográfica, sexóloga y posteriormente defensora de los derechos femeninos al goce sexual, fue una de las primeras estrellas eróticas en promover esta práctica. En efecto, su nombre artístico, sprinkle, alude al fluido. Durante los años 1990 la revista erótica Penthouse accedió a mostrar material más explícito en que se veía a algunas de sus modelos realizando esta práctica; sin embargo, dejaron de publicarlas tras unos años, ya que sus lectores comenzaron a cuestionar el buen gusto de las fotografías.
En el cine erótico o artísticamente trasgresor, escenas de urolagnia son menos frecuentes. En el filme sueco Hotel St. Pauli (1987), La estrella de cine y escritora Amanda Ooms es orinada por su compañero de reparto en una escena; también la estrella de televisión brasileña Deborah Secco realiza una escena (simulada) de urolagnia en el filme biográfico Bruna Surfistinha (2011). En la película de 1992 Lunas de hiel (Bitter Moon, en inglés), la protagonista Mimi (Emmanuelle Seigner) orina en la cara de su pareja Oscar (Peter Coyote) y él describe la acción como el mayor orgasmo de su vida. La única actriz de renombre mundial en participar de una escena de "lluvia dorada" en cámara ha sido Nicole Kidman, quien escandalizó en el Festival de Cannes 2012 con su papel en la película The Paperboy, que incluye una escena no simulada en la que orina sobre el rostro del actor Zac Efron, y aunque la escena está despojada de connotación sexual, su director Lee Daniels admitió que lo hizo a sabiendas de que es un fetichismo de muchos.
Fuera del ámbito sexual, el consumo de orina suele ser una opción en caso de supervivencia si no se cuenta con algún líquido potable, sin embargo, el Manual de Campo del Ejército de Estados Unidos desaconseja beberla junto con el agua de mar. En la medicina alternativa existe la orinoterapia, pero no cuenta con evidencias suficientes para conocer si es realmente benéfica para la salud.